# 서세스블루
서세스블루(Xerces blue)는 미국 일대에서 서식하였던 나비의 일종이며 근대 이후 산업화로 인해, 지구온난화가 진행되자 1900년대 이후 자취를 감추었다. 세실부전나비로도 부른다.
1. ↑  “NatureServe Explorer 2.0”. 《explorer.natureserve.org》. 2022년 11월 1일에 확인함.